# Amborhytida
Amborhytida is een geslacht van weekdieren uit de klasse van de Gastropoda (slakken).

## Soorten
- Amborhytida dunniae (Gray, 1840)
- Amborhytida duplicata (Suter, 1904)
- Amborhytida forsythi (Powell, 1952)